# 스타니스와프 렘
스타니스와프 렘(폴란드어: Stanisław Herman Lem, 1921년 9월 12일 - 2006년 3월 27일)은 폴란드의 작가이다. 과학 소설, 풍자 문학 등에 많은 작품을 남겼다.

## 생애

### 어린 시절

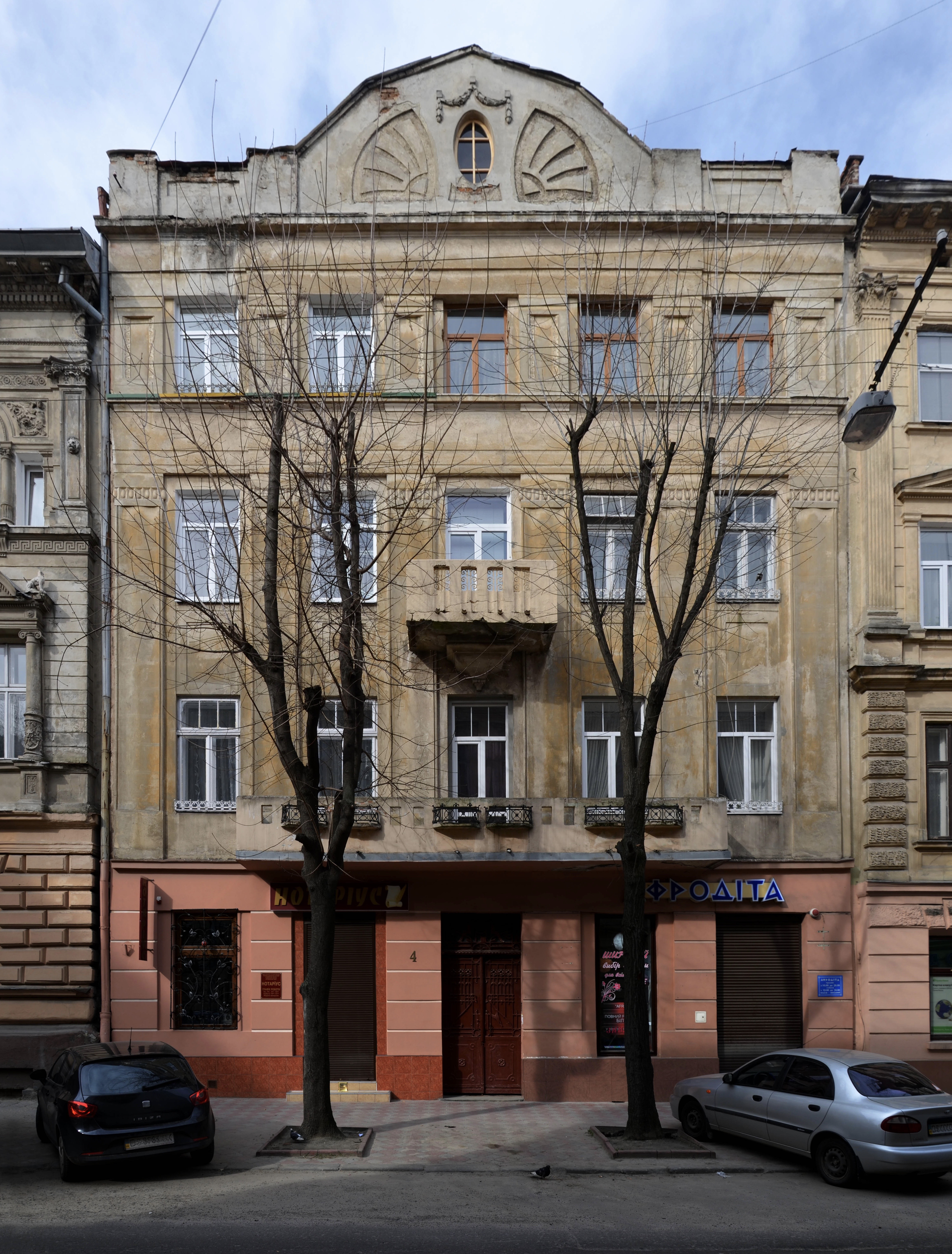
Lem 자서전 Highcastle 에 따르면 어린 시절을 보냈다고 하는 Lviv의 Bohdan Lepky Street의 4번째 집

렘은 1921년 전 간기 폴란드의 리부프(지금은 우크라이나의 리 비우)에서 태어났다. 그의 설명에 따르면 실제로 그는 9월 13일 생이지만 미신 때문 출생 증명서 날짜는 12일로 변경되었다. 그는 Sabina née Woller(1892–1979)와 부유한 이비인후과 의사이자 오스트리아-헝가리 군대 전직 의사였던 Samuel Lem  (1879–1954)의 아들이었다.  또한 폴란드 시인 Marian Hemar (Lem의 친가 쪽)의 사촌이었다. 이후 Lem은 때때로 로마 가톨릭 신도로 자랐음을 주장했으나 학창 시절 유대교 종교 수업을 들었다.  그는 나중에 "도덕적 이유로 ... 세상이 너무나 고통스러운 방식으로 돌아가고 있는 것처럼 보여 최소한 의도적으로 만들어진 것임을 부정하고 싶는다."라며 무신론자가 되었다.   이후 그는 자신을 불가지론자  이자 무신론자  라 불렀다.
1939년 소련이 폴란드의 옛 동부 영토(현재 우크라이나와 벨로루시의 일부)를 침공하자, 그는 " 부르주아 출신"이라는 이유로 원하던 Lwów Polytechnic공학대학 에서 공부할 수 없었고, 오직 아버지 인맥으로 1940년에 Lwów University에서 의학을 공부할 수 있었다.  이후 나치 점령 기간 (1941~1944년) 동안 Lem의 유대인 가족은 나치 Lwów Ghetto 에 배치되는 것을 피하고 위조 서류를 통해 살아남았다.  그는 나중 이렇게 회상하기를:
그 기간 동안 저는 제가 "아리아인"이 아니라는 것을 매우 개인적이고 실질적인 방식으로 깨달았다. 제 조상이 유대인이라는 것은 알았지만 모자이크 신앙에 대해서는 전혀 몰랐고, 유감스럽게도 유대인 문화에 대해서는 전혀 알지 못했다. 그래서 엄밀히 말하면, 나치 법률을 통해서야 비로소 제 혈관 속에 유대인의 피가 흐르고 있다는 사실을 깨닫게 되었다.

그 당시 Lem은 자동차 정비공과 용접공으로 생계를 유지했고 이따금 독일 회사 직원으로서 접근할 수 있었던 창고에서 탄약을 훔쳐 폴란드 저항군에 전달하기도 했다.
1945년에 Lwów는 소련 우크라이나에 합병되었고 그의 가족은 다른 폴란드 시민들과 함께 크라쿠프 로 재정착했습니다 . Lem은 아버지의 주장에 따라 야기 에우로프 대학교 에서 의학 공부를 시작했다.  그는 군의관이라는 직업이 한 번 시작하면 평생 지속될 수 있다고 의심했기 때문에 의도적으로 최종 시험을 치르지 않았다.    그는 졸업장 없이 학업을 마쳤다는 증거인 절대적 자격 (라틴어로 졸업장 없음)을 받은 후, 산부인과에서 매달 의무적으로 일하면서 여러 차례의 출산과 제왕절개를 도왔다. Lem은 약을 끊기로 결정한 이유 중 하나가 이때 봤던 피 때문이라고 말했다.

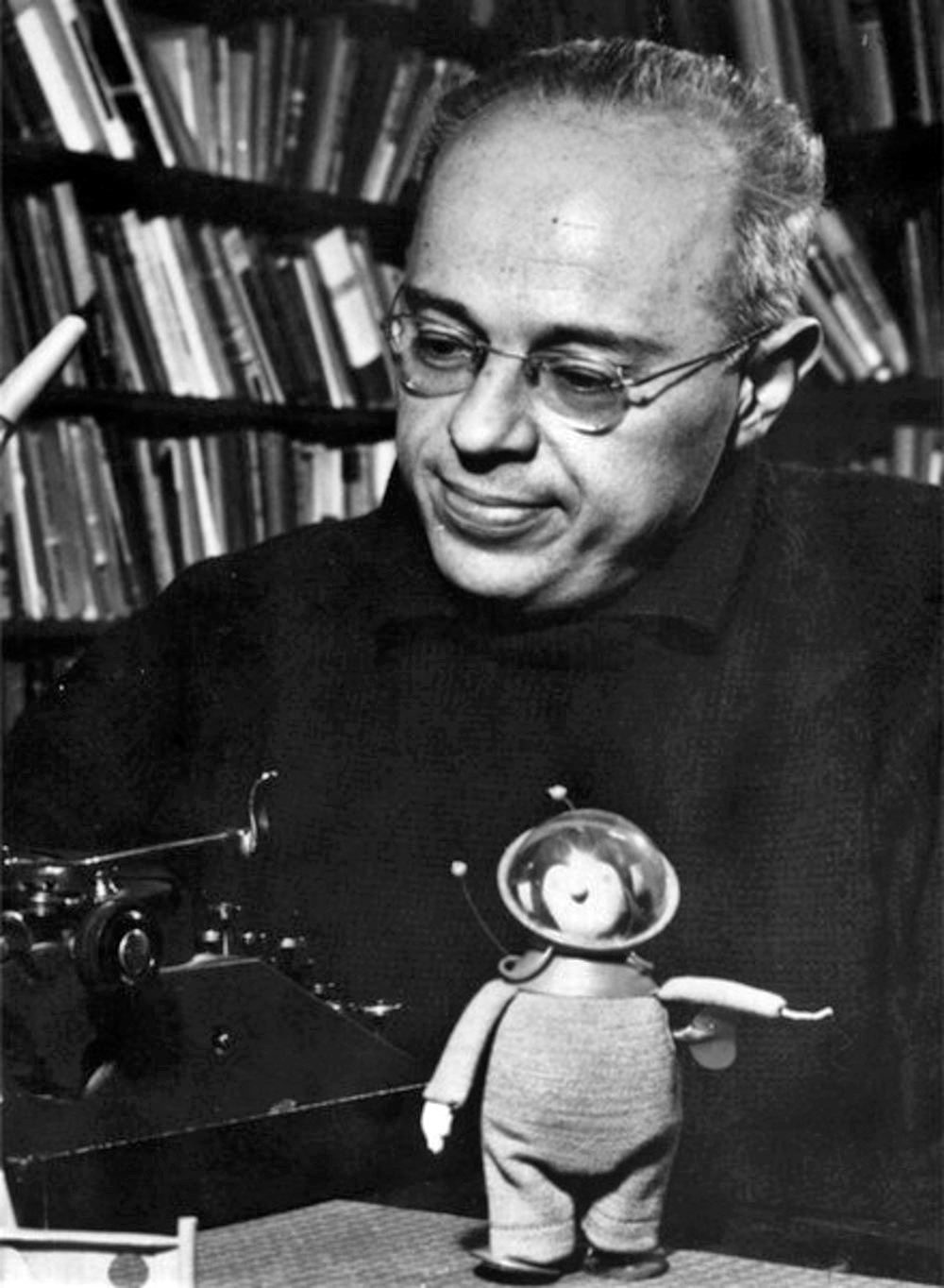
스타니스와프 렘과 장난감 우주 비행사, 1966년

Lem은 1946년에 시를 포함한 다양한 장르의 글과 Nowy Świat Przygód 에 연재된 그의 첫 공상 과학 소설인 The Man from Mars를 포함하여 다양한 장르의 출판물로 문학 활동을 시작했다. ( 새로운 모험의 세계 ).  1948년과 1950년 사이에 Lem은 Jagiellonian University 에서 과학 연구 조수로 일하면서 특히 잡지 Tygodnik Powszechny 에 다수의 단편 소설, 시, 리뷰 등을 발표했다.  1951년에 그는 첫 번째 출판 도서인 우주비행사를 내놓았다. 1954년에 그는 단편집 Sezam i inne opowiadania 출판했다. [ Sesame and Other Stories ] .  다음 해인 1955년에는 또 다른 공상과학 소설인 마젤란운을 출판했다.
1940년대 후반에 시작된 폴란드의 스탈린주의 시대에는 모든 출판물이 직접 국가의 승인을 받아야 했다. 따라서 우주비행사는  국가 검열을 통과한 첫 번째 소설일 뿐, 렘이 완성한 첫 번째 소설이 아니었다.  원고의 완성 날짜를 기준으로 볼 때, Lem의 첫 번째 책은 1948년에 완성된 자서전 소설 Hospital of the Transfiguration 이었다.  이 작품은 7년 후인 1955년에 3부작 Czas nieutracony ( 잃어버린 시간은 없다 )의 일부로 출판되었다.  검열을 통해 차르의 신자유주의(Nieutracony)를 밀어붙이려는 시도는 Lem이 검열이 덜한 공상과학 장르에 집중하기로 결정한 주요 이유 중 하나였다.  그럼에도, 1950년대에 출판된 Lem의 대부분 작품은 검열관과 편집자들이 강요한 "공산주의의 영광스러운 미래"와 더불어 사회주의 리얼리즘의 다양한 요소가 포함되어 있다.   Lem은 차후 그의 초기 작품 중 몇 가지가 이념적 압력에 의해 손상되었다고 비판했다.
렘은 소련의 탈스탈린화 시기인 1956년 " 폴란드 10월 "로 이어지면서 폴란드 언론의 자유가 증가한 후 진정한 생산력을 발휘하기 시작했다.    1956년부터 1968년 사이에 렘은 17권의 책을 썼다.  그 후 30년 동안 그의 글은 공상 과학 소설과 과학 및 문화에 관한 에세이로 나뉘게 되었다.
1957년에 그는 그의 첫 번째 논픽션 철학서 Dialogs 와 그의 가장 인기 있는 캐릭터 중 하나인 Ijon Tichy에 대한 단편 소설을 모은 공상과학 선집 The Star Diaries 를 출판했다. 1959년에는 소설 Eden 과 The Investigation, 단편 소설집 An Invasion from Aldebaran ( Inwazja z Aldebarana )의 3권의 책이 출판되었다.  1961년에는 그의 최고 작품 중 하나로 꼽히는 소설 《욕조에서 발견한 회고록》, 《솔라리스》, 《 별에서 돌아온 자》 가 발표되었다.  그 뒤를 이어 그의 에세이와 논픽션 산문집 Wejście na orbitę (1962), 단편 소설집 Noc księżycowa (1963)가 출간되었다.  1964년 Lem은 과학과 미래학의 철학과 사회학의 경계에 있는 대규모 저서 Summa Technologiae 와 소설 The Invincible을 출판했다.

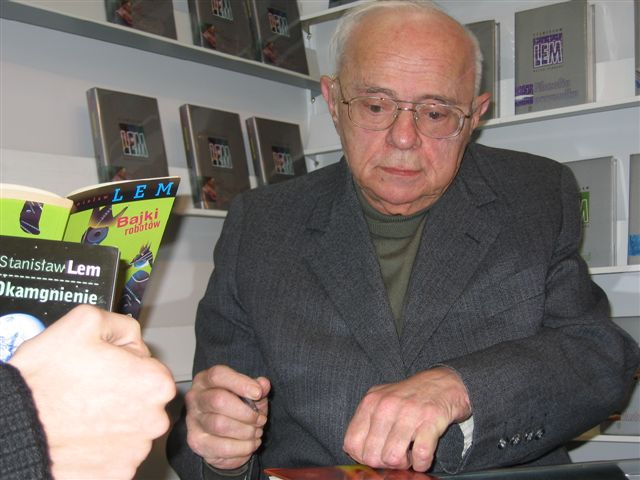
2005년 10월 30일 크라쿠프 에서 열린 렘 사인회

1965년에는 The Cyberiad 와 단편 소설집 The Hunt ( Polowanie 가 출판되었다. ).  1966년은 Highcastle 의 해였고, 그 뒤를 이어 1968년에는 His Master's Voice 와 Tales of Pirx the Pilot이 나왔다.   Highcastle 은 Lem의 또 다른 자서전으로, 일반적으로 검열관들이 선호하지 않는, 전쟁 전 폴란드 리비우에서 보낸 렘의 젊은 시절을 다루고 있다.  1968년과 1970년에는 두 개의 논픽션 논문인 우연의 철학과 공상과학과 미래학이  출간되었다.  Ijon Tichy는 1971년 The Futurological Congress 에서 돌아왔다. 같은 해 렘은 존재하지 않는 책에 대한 리뷰 모음, A Perfect Vacuum 이라는 장르 혼합 실험을 발표했다.  1973년에는 유사한 Imaginary Magnitude가 출판되었다.  1976년에 Lem은 두 작품, " The Mask "와 The Chain of Chance를 출판했다.  1980년에 그는 존재하지 않는 작품에 대한 또 다른 리뷰 세트인 Provocation을 출판했다.  다음 해에는 Tichy의 또 다른 소설인 Observation on the Spot  과 Golem XIV 가 나왔다.  그 후 10년 뒤 Lem은 Peace on Earth (1984)와 그의 마지막 공상과학 소설인 Fiasco (1986)를 출판했다.
1970년대 후반 및 1980년대 초반에 Lem은 폴란드 반체제 운동을 신중하게 지지했으며 파리에 기반을 둔 잡지 Kultura 에 에세이를 게재하기 시작했다.  1982년 폴란드에 계엄령이 선포되자 Lem은 서베를린으로 이사하여 베를린 고등연구소 ( Wissenschaftskolleg zu Berlin )의 동료가 되었다.  그 후 그는 비엔나에 정착했다. 그는 1988년에 폴란드로 돌아왔다.

### 인생 말기
1980년대 후반부터 Lem은 Tygodnik Powszechny, Odra, Przegląd를 포함한 폴란드 잡지 속 철학 텍스트와 에세이에 집중하는 경향이 가졌다.   이것들은 나중에 여러 선집에 수집되었다.
1980년대 초 문학 평론가이자 역사가인 스타니스와프 베레스는 렘과 장시간 인터뷰를 진행했고, 이는 1987년에 Rozmowy ze Stanisławem Lemem (스타니스와프 렘과의 대화) 이라는 책으로 출판되었다. 그 판은 검열을 받았다. 2002년에 개정된 완전한 판이 Tako rzecze… Lem ( 이렇게 말했다... 렘 )이라는 이름으로 출판되었다.
1990년대 초, 렘은 문학 평론가이자 학자 피터 스위르스키를 만나 일련의 광범위한 인터뷰를 진행했고, 이는 비평 자료 및 번역본과 묶여서 A Stanislaw Lem Reader (1997)라는 제목으로 출판되었다. 이 인터뷰에서 렘은 이전에는 거의 논의하지 않았던 다양한 문제에 대해 이야기한다. 이 책에는 렘의 비문학적 논문 Summa Technologiae 에 대한 회고적 에세이 "30년 후"의 스위르스키 번역도 포함되어 있다. 2005년 이후 인터뷰에서 렘은 공상과학 장르에 대한 실망감과 기술 진보에 대한 전반적인 비관론을 표현했다. 그는 인체가 우주 여행에 적합하지 않으며, 정보 기술이 사람들을 저품질 정보의 범람으로 몰아넣고, 진정한 지능형 로봇은 제작이 불필요하며 불가능하다고 여겼다.

## 작품
| 출판년도 | 원제                       | 비고                                                  | 대한민국판 제목                                |
| -------- | -------------------------- | ----------------------------------------------------- | ---------------------------------------------- |
| 1961     | Solaris                    | 러시아(1972)와 미국(2002)에서 차례로 영화로 만들어짐. | 솔라리스(2008, 김상훈 옮김, 오멜라스)          |
| 1965     | Cyberiada                  |                                                       | 사이버리아드(2008, 송경아 옮김, 오멜라스)      |
| 1973     | Opowieści o pilocie Pirxie |                                                       | 우주비행사 피륵스(2009, 전대호 옮김, 오멜라스) |